# Urbalacone
Urbalacone (korsisch Urbalacò oder Urbalaconu) ist eine französische Gemeinde auf der Mittelmeerinsel Korsika. Sie gehört zum Département Corse-du-Sud, zum Arrondissement Ajaccio und zum Kanton Taravo-Ornano. Nachbargemeinden sind Cardo-Torgia im Norden, Zigliara und Argiusta-Moriccio im Osten, Moca-Croce im Südosten, Petreto-Bicchisano im Süden, Pila-Canale im Südwesten, Guargualé im Westen und Albitreccia im Nordwesten.
Der Dorfkern liegt auf 323 Metern über dem Meeresspiegel. Die Bewohner nennen sich Urbalaconais oder Urbalacunacci.

## Bevölkerungsentwicklung
| Jahr      | 1962 | 1968 | 1975 | 1982 | 1990 | 1999 | 2008 | 2012 | 2020 |
| --------- | ---- | ---- | ---- | ---- | ---- | ---- | ---- | ---- | ---- |
| Einwohner | 148  | 104  | 86   | 71   | 63   | 68   | 66   | 71   | 59   |

## Sehenswürdigkeiten

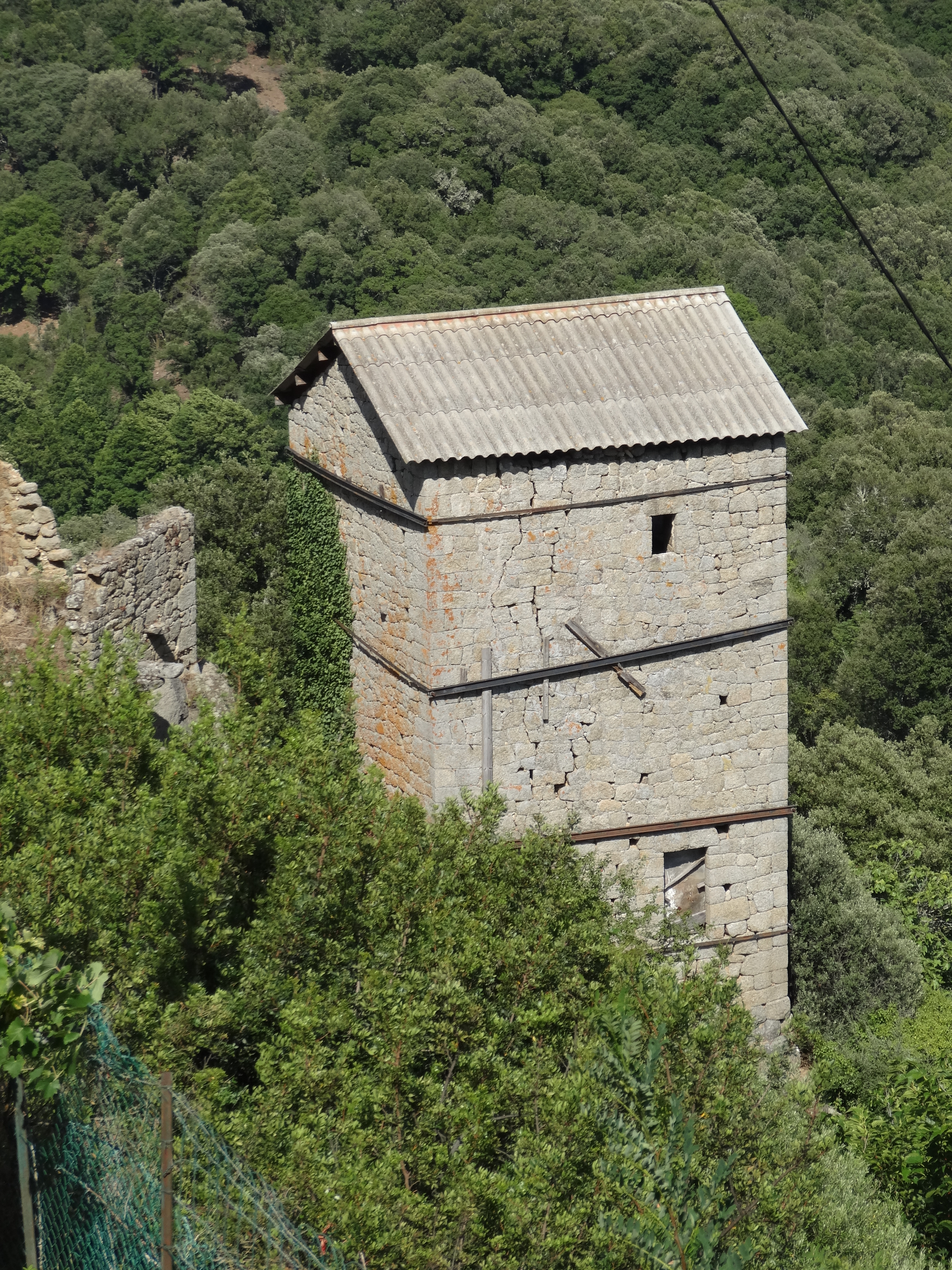
Alter Wohnturm in Urbalacone

- Überreste einer Therme aus der römischen Kaiserzeit
- Pfarrkirche Saint-Michel, vermutlich im 16. Jahrhundert errichtet, erweitert im 17. Jahrhundert, teilweise neu gebaut im 19. Jahrhundert